# روبن جونز
روبن جونز (انگلیسی: Reuben Jones; ۱۹ اکتبر ۱۹۳۲ – ۳ ژانویهٔ ۱۹۹۰) سوارکار اهل بریتانیا بود.